# Província do Paraná
A Província do Paraná foi uma província do Império do Brasil, criada em 1853 a partir do desmembramento da Província de São Paulo.

## Etimologia

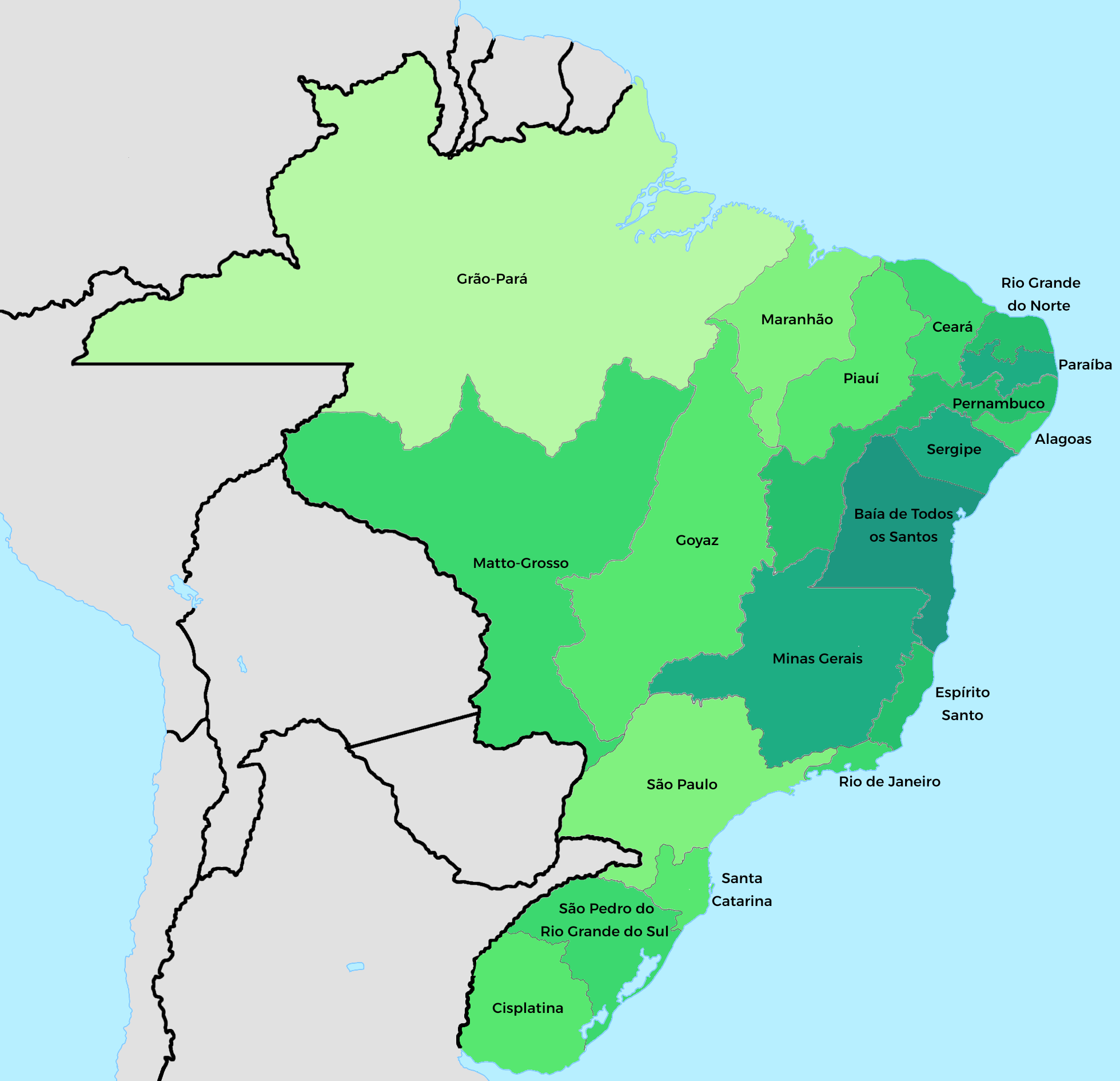
Província de São Paulo antes do desmembramento do Paraná em 1853.

O nome da província vem do nome indígena do rio homônimo em tupi: pa'ra = "mar" mais nã = "semelhante, parecido". Paraná é, enfim, "semelhante ao mar, rio grande, parecido com o mar"; exatamente em relação ao seu volume d'água. O potamônimo deu o nome à região, que foi elevada à categoria de província autônoma em 1853 e à de estado em 1889. A pronúncia Paranã era encontrada até há pouco tempo.
Em 1853, é criada a província do Paraná, e São Paulo perde território pela última vez, ficando a partir daquela data com seu território atual, tendo suas divisas atuais fixadas em definitivo apenas na década de 1930.

## História

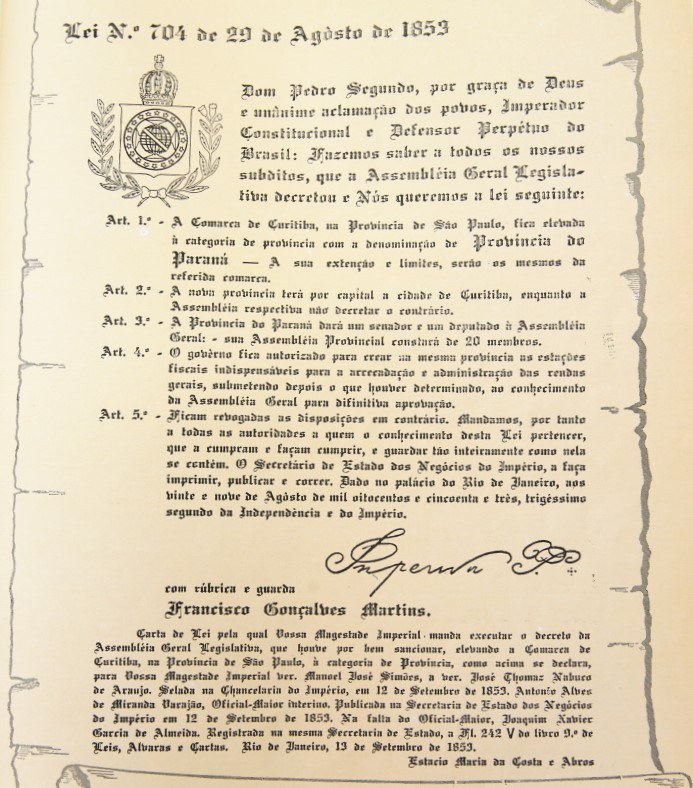
Lei Imperial n.º 704, que criou a Província do Paraná em 1853.

A comarca de Paranaguá e Curitiba foi criada por força do alvará de 19 de fevereiro de 1811, passando a fazer parte da capitania de São Paulo. O príncipe Dom João, cinco anos antes de ser coroado rei de Portugal, atendeu a pedido da Câmara Municipal de Paranaguá para que a comarca de Paranaguá e Curitiba fosse desmembrada e que fosse criada a Capitania do Paraná. Dez anos depois, a disputa separatista foi formulada em aberto pela Conjura Separatista, cujo líder foi Floriano Bento Viana, porém, não conseguiu sair vitorioso.

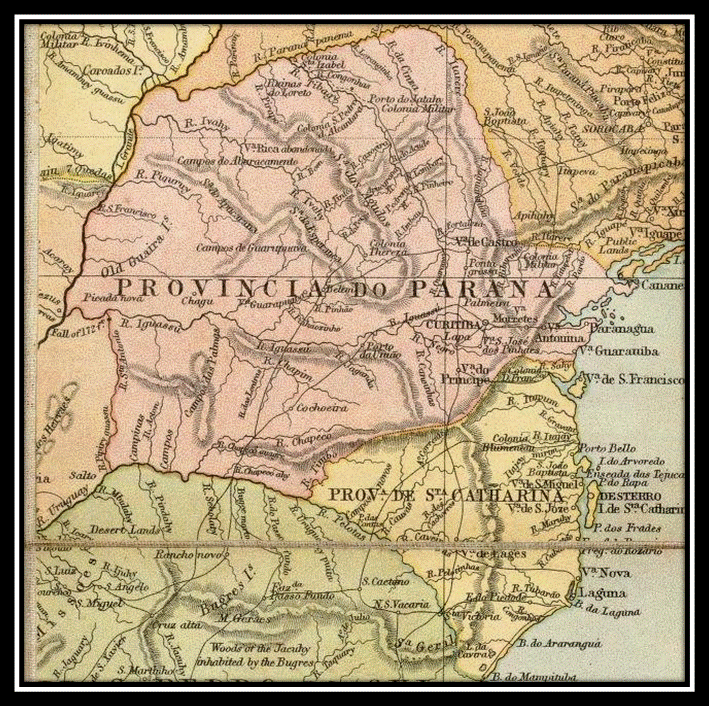
Mapa da Província do Paraná em 1866

Os então chamados "parnanguaras", submetidos aos comandantes da tropa local, continuaram mesmo após a independência do Brasil, embora a atividade política era expressa em diligências e petições que observavam a emancipação político-administrativa, uma vez que aquelas terras eram distantes e perderam o interesse do governo provincial de São Paulo. A Revolução Farroupilha (1835-1845) e a Revolução Liberal de 1842 foram os acontecimentos que repercutiram no plano nacional e com os quais se evidenciava e contribuía para a importância política e estratégica da região.
O projeto de lei transformava a comarca de Curityba na província mais nova do Império do Brasil em maio de 1843. Os deputados imperiais de Minas Gerais e São Paulo foram destaque na elaboração da legislação.
A exportação de erva-mate para os mercados uruguaio, argentino, paraguaio e chileno favoreceu o incremento à economia do Paraná, cuja atividade principal era o comércio de gado. Enquanto continuavam as representações e a luta no Parlamento, os deputados prometiam a emancipação da futura província. O projeto de criação da província do Paraná, que teria como capital provisória (que depois seria confirmada) o município de Curitiba, foi definitivamente promulgado a 28 de agosto de 1853 (ver Gabinete Itaboraí de 1852).

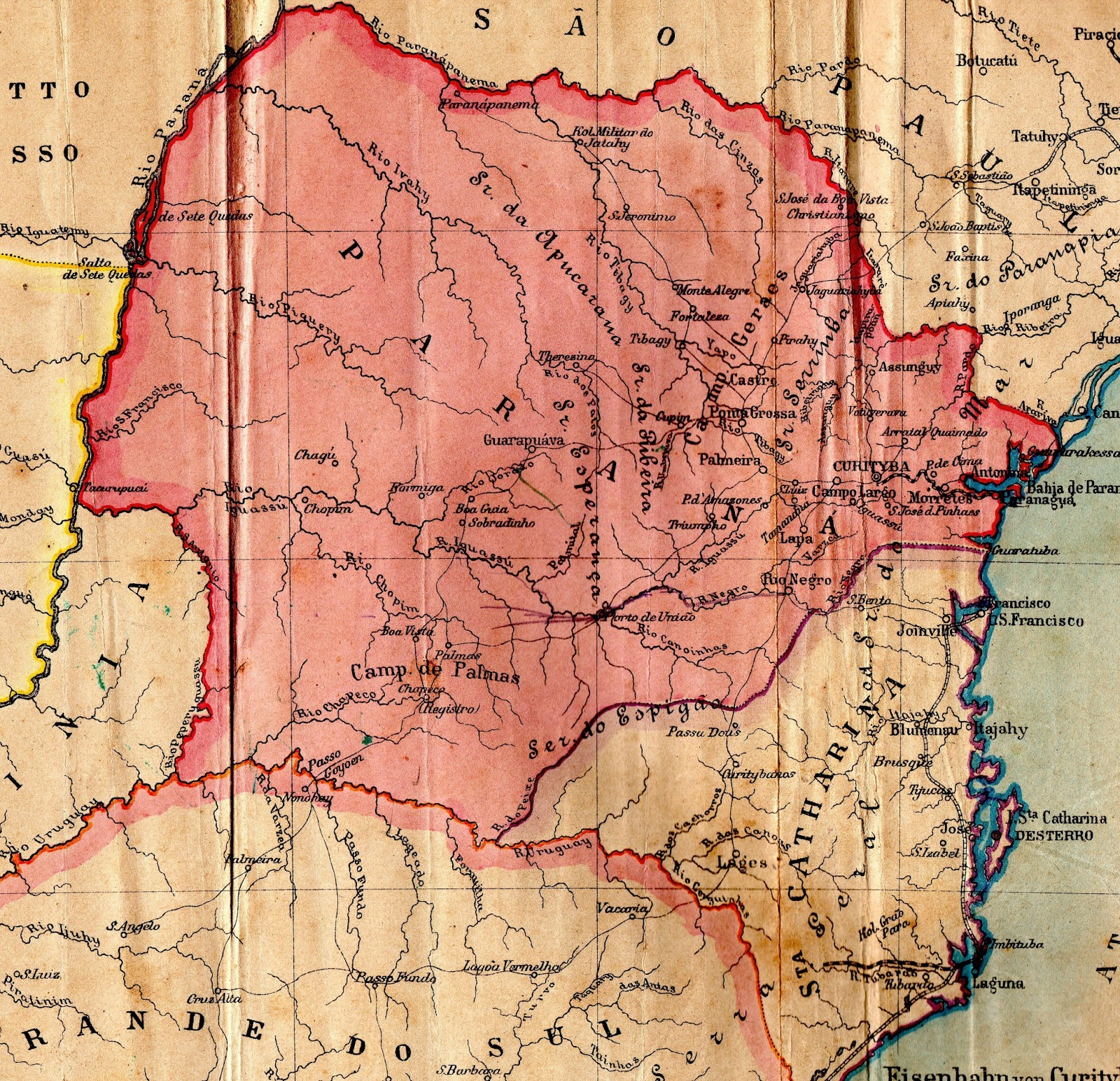
Mapa da Província do Paraná em 1885

O primeiro presidente da província, Zacarias de Góis e Vasconcelos chegou à capital a 19 de dezembro e o alcance de recursos para as ações que se faziam necessárias e a tomada de medidas destinadas a impulsionar a economia local foram as metas empenhadas pelo governante. Parte da mão-de-obra e dos capitais que se empregavam no preparo e comércio da erva-mate, foi procurado pelo presidente a fim de encaminhar para outras atividades, principalmente de lavoura. Mas a invernada e a venda de muares para São Paulo continuava a ser o negócio mais lucrativo da província. Na década de 1860, essa atividade chegou ao ponto mais alto e no final do século passou a entrar em declínio.
A necessária continuidade administrativa não foi alcançada pelo governo do Paraná, durante o período provincial, já que o número de presidentes da província do Paraná, que o poder imperial tinha plena liberdade de nomeá-los, era de 55 governantes ao longo de uma história de 36 anos. Sob a liderança de Jesuíno Marcondes e seu cunhado Manuel Alves de Araújo, que eram membros das famílias dos barões de Tibagi e Campos Gerais, os liberais paranaenses se organizaram. Naquela época, ambas as famílias formavam a oligarquia mais poderosa na região. Manuel Antônio Guimarães e Manuel Francisco Correia Júnior, de famílias que controlavam o comércio do litoral, chefiavam os conservadores.